# Bartolomé de Escobedo
Bartolomé de Escobedo (Zamora, 1510 - ?, 11 de agosto de 1563) fue un compositor español del Renacimiento.

## Biografía
Estudió en Salamanca, donde fue cantor en la capilla de la Catedral. En 1536 se unió al coro de la capilla papal, en Roma, siendo el segundo español admitido después de Cristóbal de Morales. Estuvo en Roma hasta 1554, excepto una leve interrupción entre 1541-45 en que hubo de volver a su hogar. Cuando abandonó definitivamente el coro de la capilla papal, fue admitido como beneficiario no residente en la Catedral de Segovia.
Tuvo dificultades en Roma, debido a su carácter fuerte y a motivos de salud. A pesar de ello, tuvo buena reputación como teórico musical y participó en el debate público de 1551 entre Nicola Vicentino y Vicente Lusitano acerca de la influencia de los modos de la antigua Grecia en la música del siglo XVI.
Se le considera profesor de Tomás Luis de Victoria, aunque no existe opinión concluyente de ello.
De sus obras, solo han llegado a nosotros  dos misas, seis motetes, y un villancico.

## Obras
Misas:
- Missa Ad te levavi (a6)
- Missa Philippus Rex Hispanie (a6)

Motetes:
- Domme non secundum (a5)
- Erravi stcut ovis (a4)
- Exurge quare obdormis (a4)
- Hodie completi sunt (a5)
- Immutetnur habitu (a4)
- Magna opera Domini (a4)

Villancico:
- Ay, ay, ay, quien se queja (a6)